# Youssuf Sylla
Youssuf Sylla (19 dicembre 2002) è un calciatore belga, attaccante del Willem II in prestito dal Charleroi.

## Carriera

### Club
Cresce nel settore giovanile dello Standard Liegi, da cui si è svincolato nel 2018 per unirsi nella primavera seguente al Torino. Nel 2020 fs ritorno in Belgio allo Zulte Waregem, con debutta il 16 gennaio 2021 nell'incontro di Pro League vinto 5-1 contro il Waasland-Beveren.
Il 30 agosto 2023 firma un biennale con il Charleroi.
Trascorsa una stagione e mezza tra prima e seconda squadra, il 4 gennaio 2025 viene ceduto a titolo temporaneo con opzione agli olandesi del Willem II

### Nazionale
Dal 2023 rappresenta il Belgio a livello giovanile, giocando per la nazionale Under-21.

## Statistiche
Statistiche aggiornate al 5 gennaio 2025.
| Stagione              | Squadra                | Campionato            | Campionato | Campionato | Coppe nazionali | Coppe nazionali | Coppe nazionali | Coppe continentali | Coppe continentali | Coppe continentali | Altre coppe | Altre coppe | Altre coppe | Totale | Totale | Totale |
| Stagione              | Squadra                | Comp                  | Pres       | Reti       | Comp            | Pres            | Reti            | Comp               | Pres               | Reti               | Comp        | Pres        | Reti        | Pres   | Reti   |        |
| --------------------- | ---------------------- | --------------------- | ---------- | ---------- | --------------- | --------------- | --------------- | ------------------ | ------------------ | ------------------ | ----------- | ----------- | ----------- | ------ | ------ | ------ |
| 2020-2021             | Zulte Waregem          | D1                    | 3          | 0          | CB              | 0               | 0               |                    | -                  | -                  |             | -           | -           | 3      | 0      |        |
| 2021-2022             | Zulte Waregem          | D1                    | 0          | 0          | CB              | 0               | 0               |                    | -                  | -                  |             | -           | -           | 0      | 0      |        |
| 2022-2023             | Zulte Waregem          | D1                    | 1          | 0          | CB              | 0               | 0               |                    | -                  | -                  |             | -           | -           | 1      | 0      |        |
| Totale Zulte Waregem  | Totale Zulte Waregem   | Totale Zulte Waregem  | 4          | 0          |                 | -               | -               |                    | -                  | -                  |             | -           | -           | 4      | 0      |        |
| 2022-2023             | Jong Essevee           | 4D                    | 29         | 22         |                 | -               | -               |                    | -                  | -                  |             | -           | -           | 29     | 22     |        |
| 2023-2024             | Zébra Élites Charleroi | FAD                   | 11         | 3          |                 | -               | -               |                    | -                  | -                  |             | -           | -           | 11     | 3      |        |
| 2023-2024             | Charleroi              | D1                    | 21         | 3          | CB              | 2               | 0               |                    | -                  | -                  |             | -           | -           | 23     | 3      |        |
| 2024-gen. 2025        | Charleroi              | D1                    | 13         | 0          | CB              | 1               | 0               |                    | -                  | -                  |             | -           | -           | 14     | 0      |        |
| Totale Charleroi      | Totale Charleroi       | Totale Charleroi      | 34         | 3          |                 | 3               | 0               |                    | 0                  | 0                  |             | 0           | 0           | 37     | 3      |        |
| 2024-gen. 2025        | Zébra Élites Charleroi | FAD                   | 4          | 0          |                 | -               | -               |                    | -                  | -                  |             | -           | -           | 4      | 0      |        |
| Totale Z.É. Charleroi | Totale Z.É. Charleroi  | Totale Z.É. Charleroi | 15         | 2          |                 | -               | -               |                    | -                  | -                  |             | -           | -           | 15     | 2      |        |
| gen.-giu. 2025        | Willem II              | ED                    | 0          | 0          | CO              | -               | -               |                    | -                  | -                  |             | -           | -           | 0      | 0      |        |
| Totale carriera       | Totale carriera        | Totale carriera       | 82         | 28         |                 | 3               | 0               |                    | 0                  | 0                  |             | 0           | 0           | 85     | 28     |        |